# بوتش فايس
بوتش فايس (بالإنجليزية: Butch Weis)‏ هو لاعب كرة قاعدة أمريكي، ولد في 2 مارس 1901 في سانت لويس في الولايات المتحدة، وتوفي بنفس المكان في 4 مايو 1997.

## وصلات خارجية
- بوتش فايس على موقعبيزبول رفرنس.كوم (الدوري الرئيسي) (الإنجليزية)